# Turzyca owłosiona
Turzyca owłosiona (Carex hirta L.) – gatunek byliny z rodziny ciborowatych. Występuje w Europie i południowo-zachodniej Azji, jako gatunek introdukowany także we wschodniej części Ameryki Północnej, w Kraju Nadmorskim na Dalekim Wschodzie oraz w Nowej Zelandii. W Polsce gatunek bardzo pospolity. Ma małą wartość pastewną. Gatunek typowy rodzaju turzyca.

## Rozmieszczenie geograficzne
Rodzimy obszar występowania obejmuje prawie całą Europę, poza tym na pograniczu Europy i Azji: Armenię, Azerbejdżan, Dagestan, Gruzję i Kaukaz Północny, a na północy Afryki: Algierię i Maroko. W Polsce na obszarze całego kraju pospolita i zajmująca nowe stanowiska.
Gatunek występuje także jako naturalizowany w Nowej Zelandii, Stanach Zjednoczonych (w stanach   Connecticut, Maine, Maryland, Massachusetts, Michigan, New Jersey, Nowy Jork, Pensylwania, Wisconsin) i wschodniej Kanadzie (w prowincjach Nowa Szkocja, Ontario, Quebec, Wyspa Księcia Edwarda).

## Morfologia

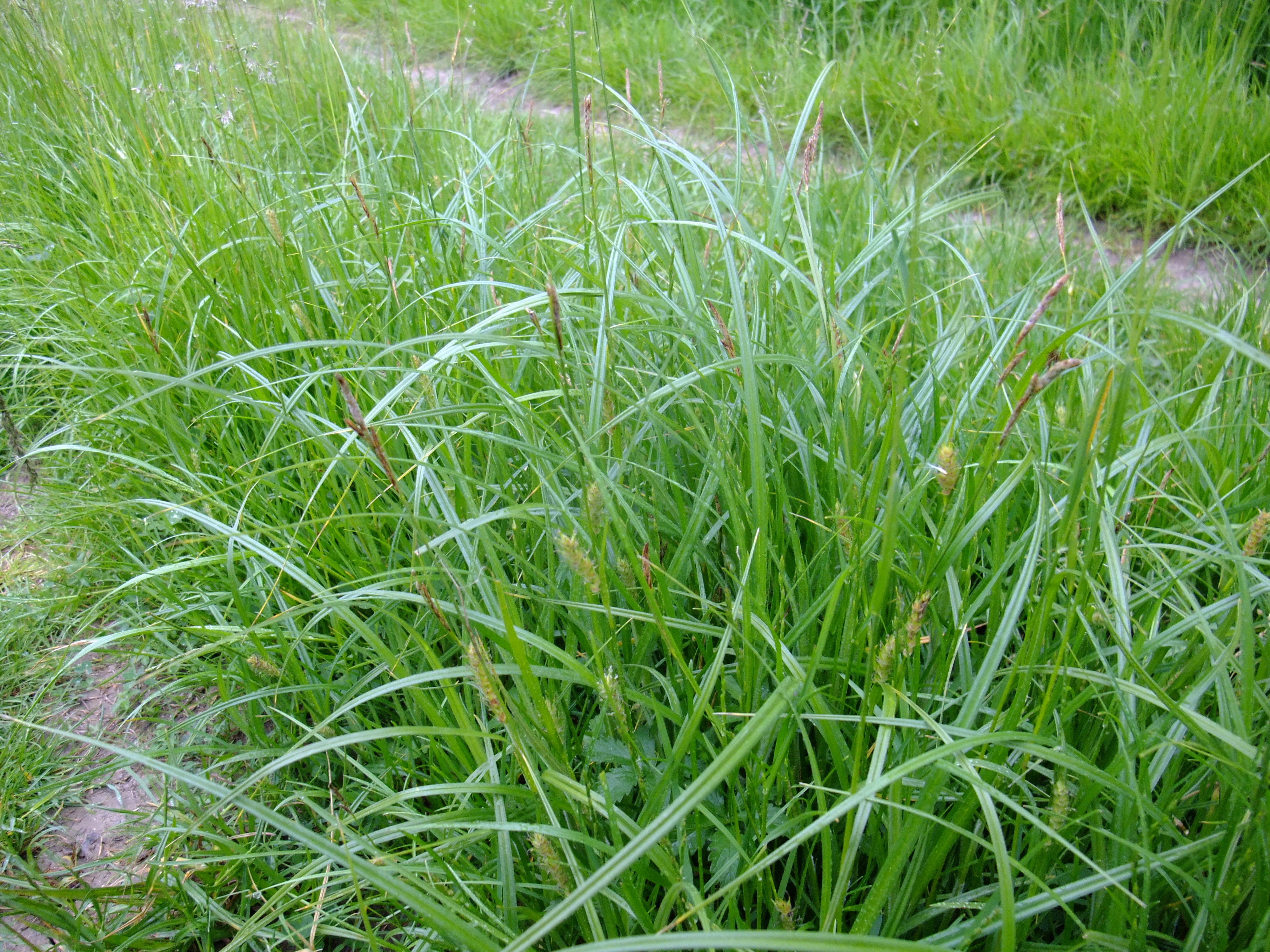
Pokrój turzycy owłosionej rosnącej na przydrożu

Organy podziemneDługie, pełzające rozłogi.
ŁodygaTępo 3-kanciasta, gładka (tylko pod kwiatostanem nieco szorstka), osiąga wysokość od 10 do 60, a czasem nawet do 100 cm, i grubość w nasadzie 3-5 mm.
LiścieOdziomkowe w postaci brunatnopurpurowych, słabo siatkowatych pochew. Łodygowe, o szerokości 2-6 mm, wyrastają w trzech prostnicach i mają błoniaste pochwy ustawione naprzeciwko blaszki. Zarówno blaszki liściowe, jak i pochwy są gęsto owłosione.
KwiatyZnajdujący się na szczycie łodygi kwiatostan składa się z 5-6 wzniesionych kłosków. 2-3 górne są męskie, zbliżone do siebie, wałeczkowate, długości do 3 cm. Dolne kłoski żeńskie, w podobnej liczbie jak męskie, są od siebie oddalone, mają długość od 1,5 do 4 cm przy szerokości 6 mm, zaopatrzone są w długopochwowe podsadki o blaszce zwykle nie sięgającej szczytu kwiatostanu. Przysadki w kwiatach żeńskich  3-nerwowe, obłonione na brzegu, jajowatolancetowate, zwężające się w długi cienki koniec. Słupek ma 3 znamiona.
OwoceOrzeszek wewnątrz pęcherzyka powstałego z podkwiatka. Pęcherzyk dłuższy od przysadki, jajowatostożkowaty, o długości 5-7 mm, gęsto owłosiony, wielonerwowy, zwężający się w dwuząbkowy, szorstki dzióbek.
Gatunki podobneMoże być mylona z bardzo rzadką turzycą ościstą, która jednak ma łodygę grubszą (w nasadzie 7-10 mm), pochwy odziomkowe silnie postrzępione, a pęcherzyki słabo owłosione, z gładkim dzióbkiem.

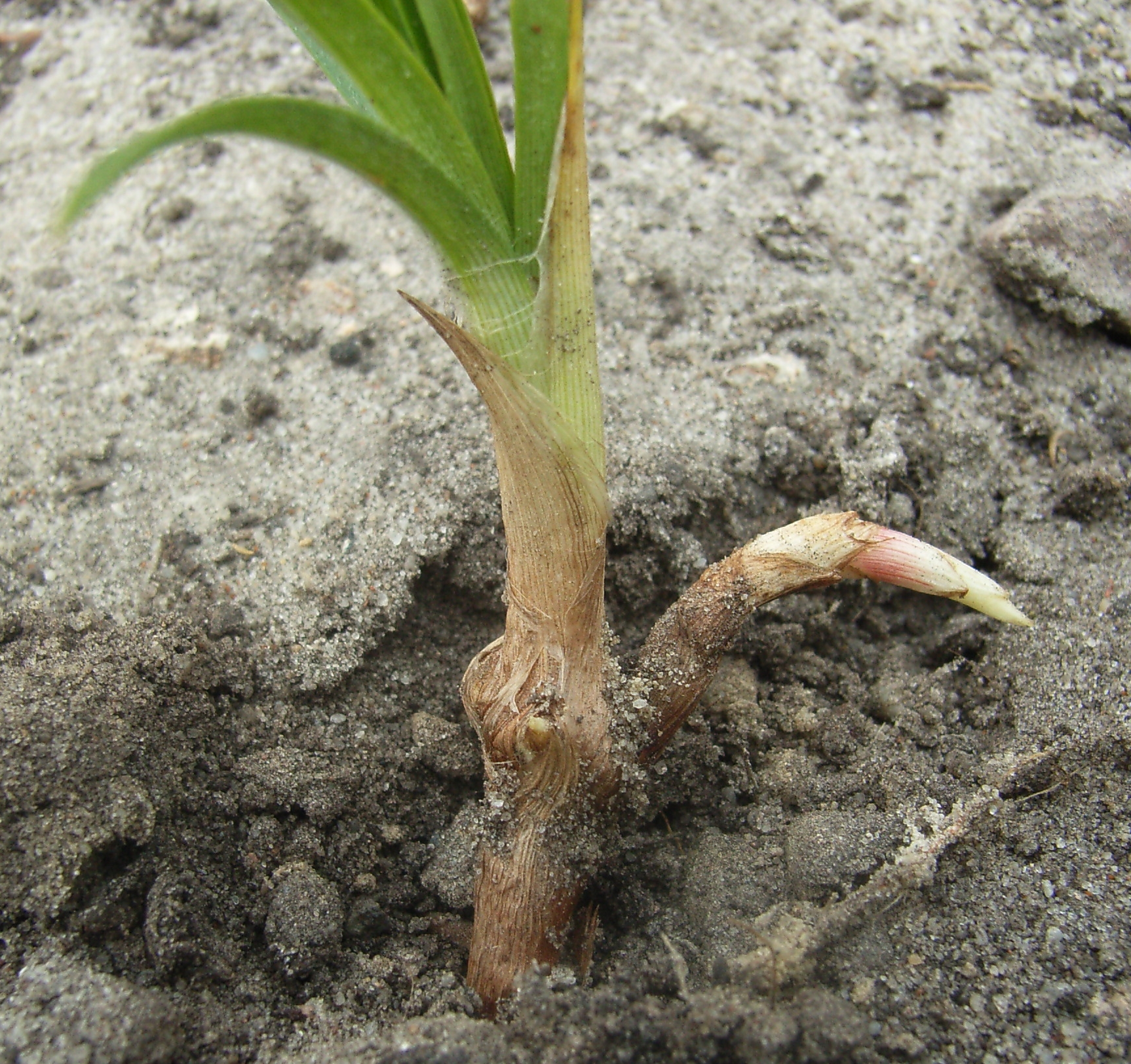
Roślina wypuszczająca rozłogi
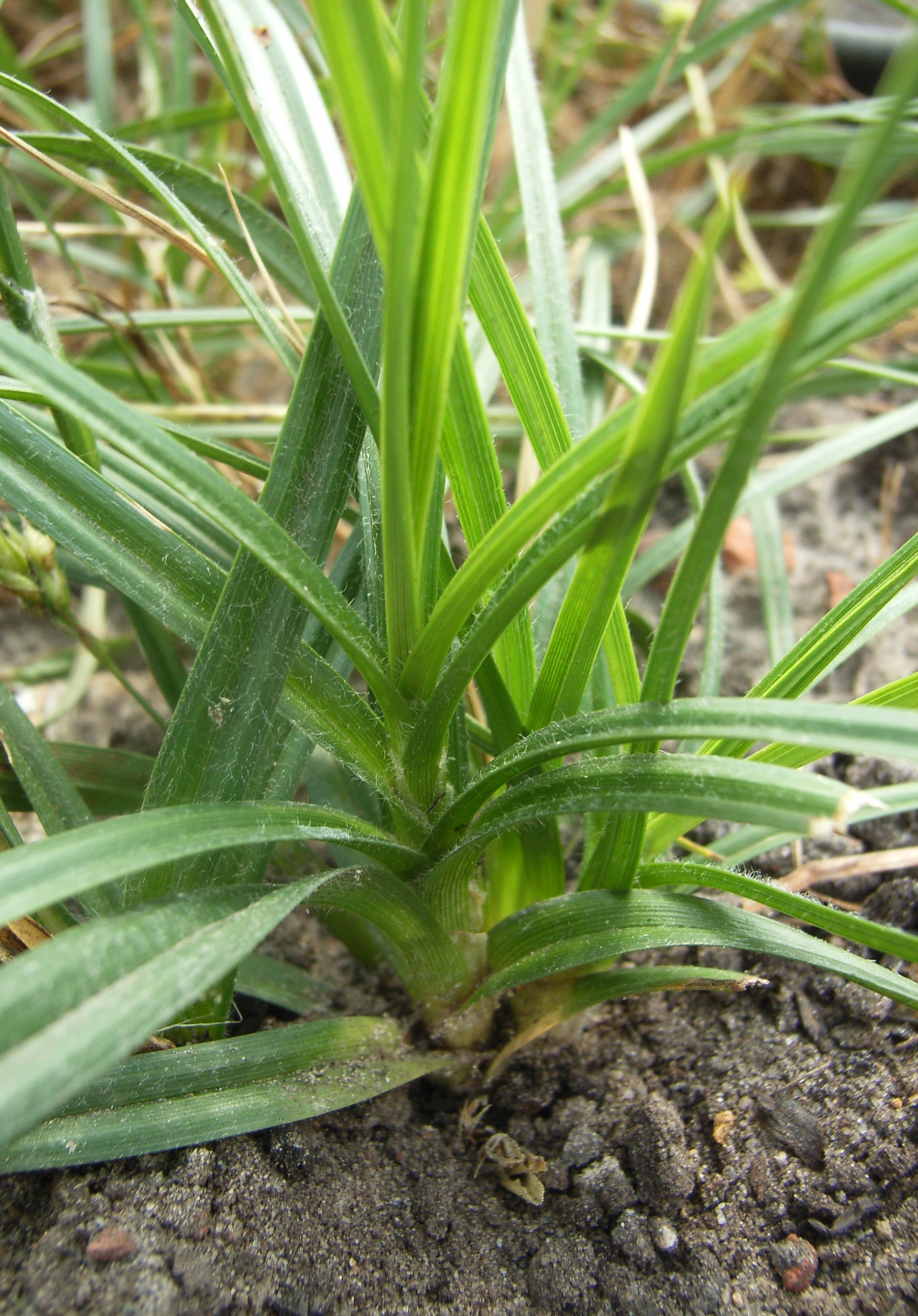
Liście
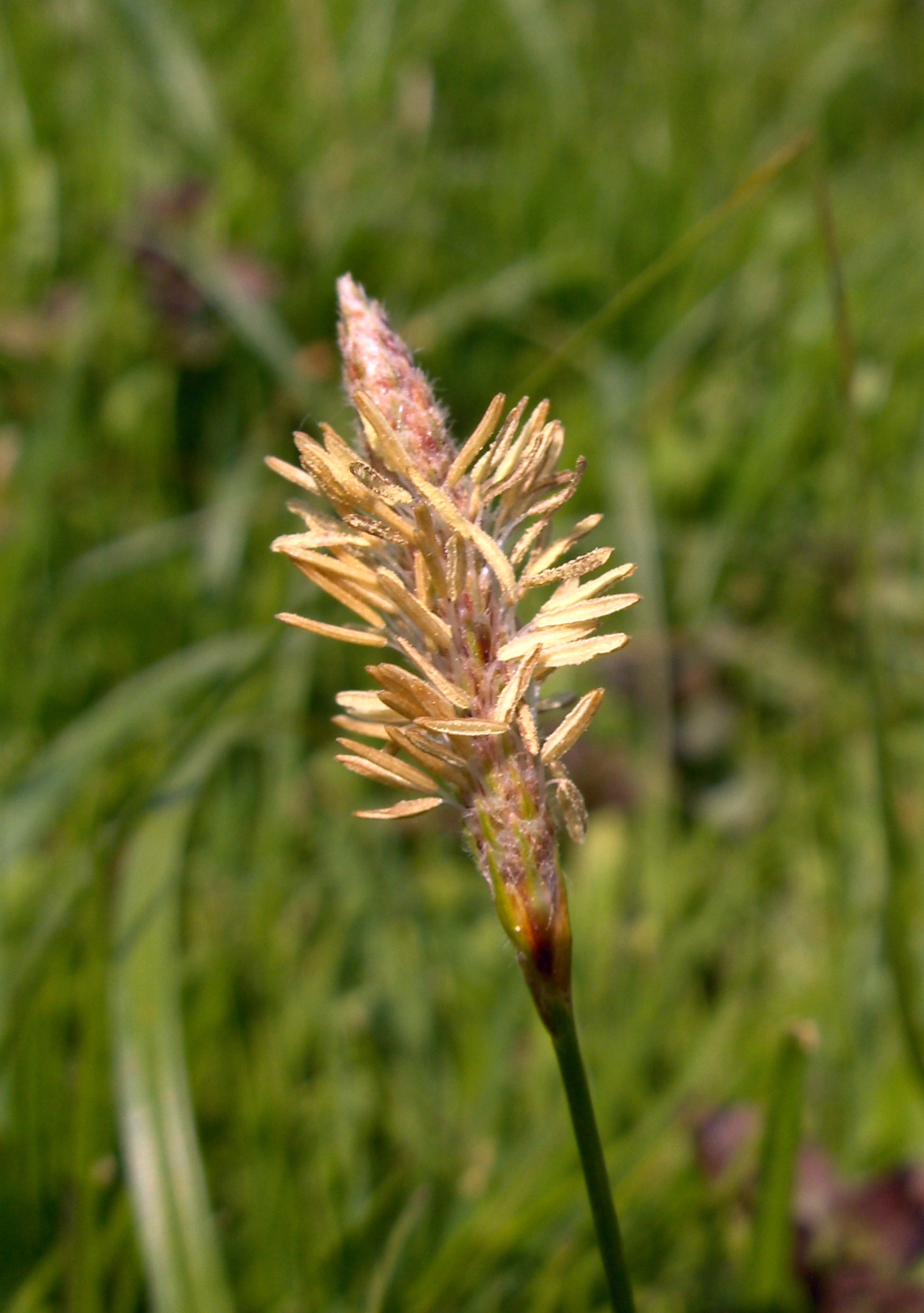
Kłos z kwiatami męskimi
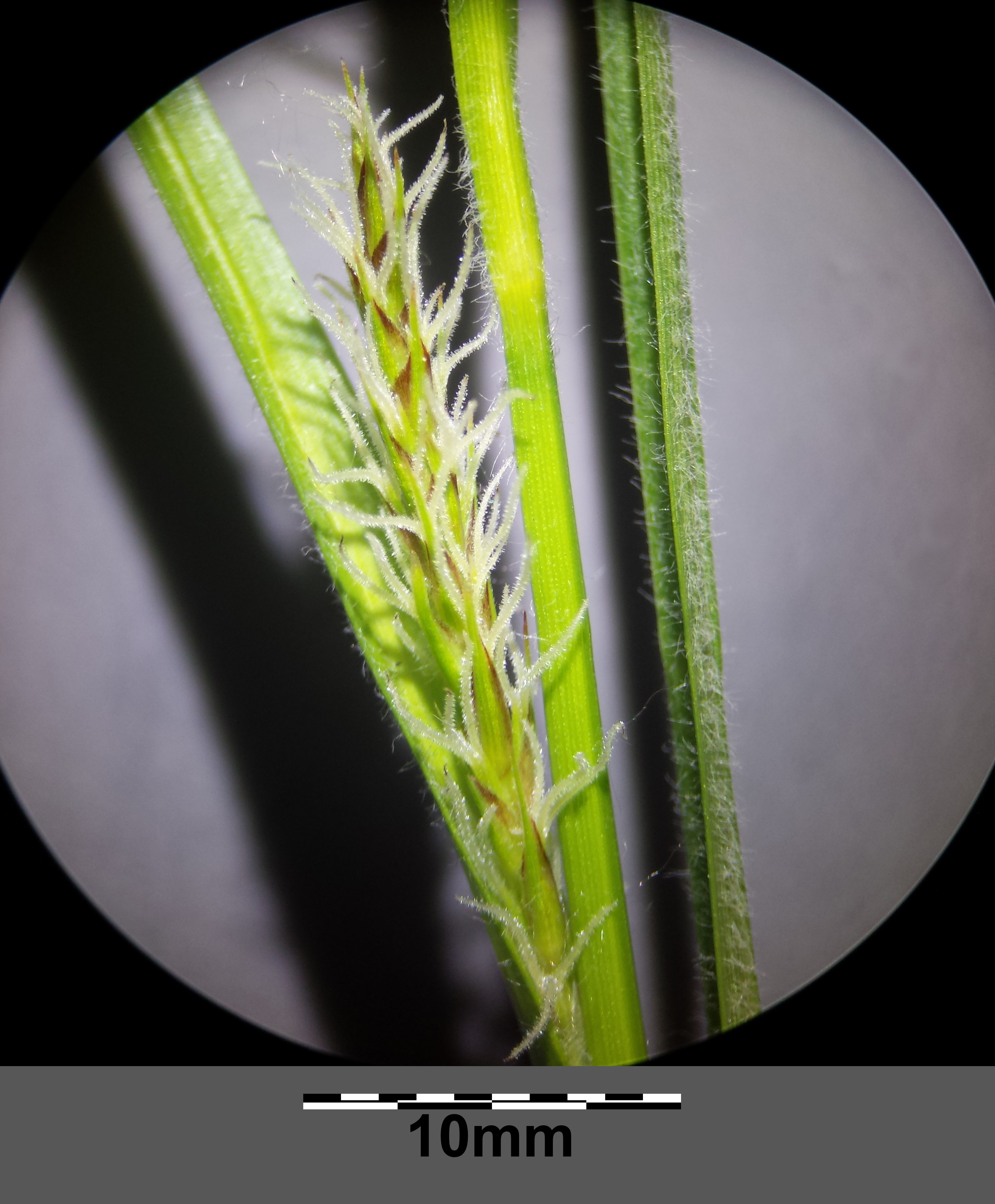
Kłos z kwiatami żeńskimi
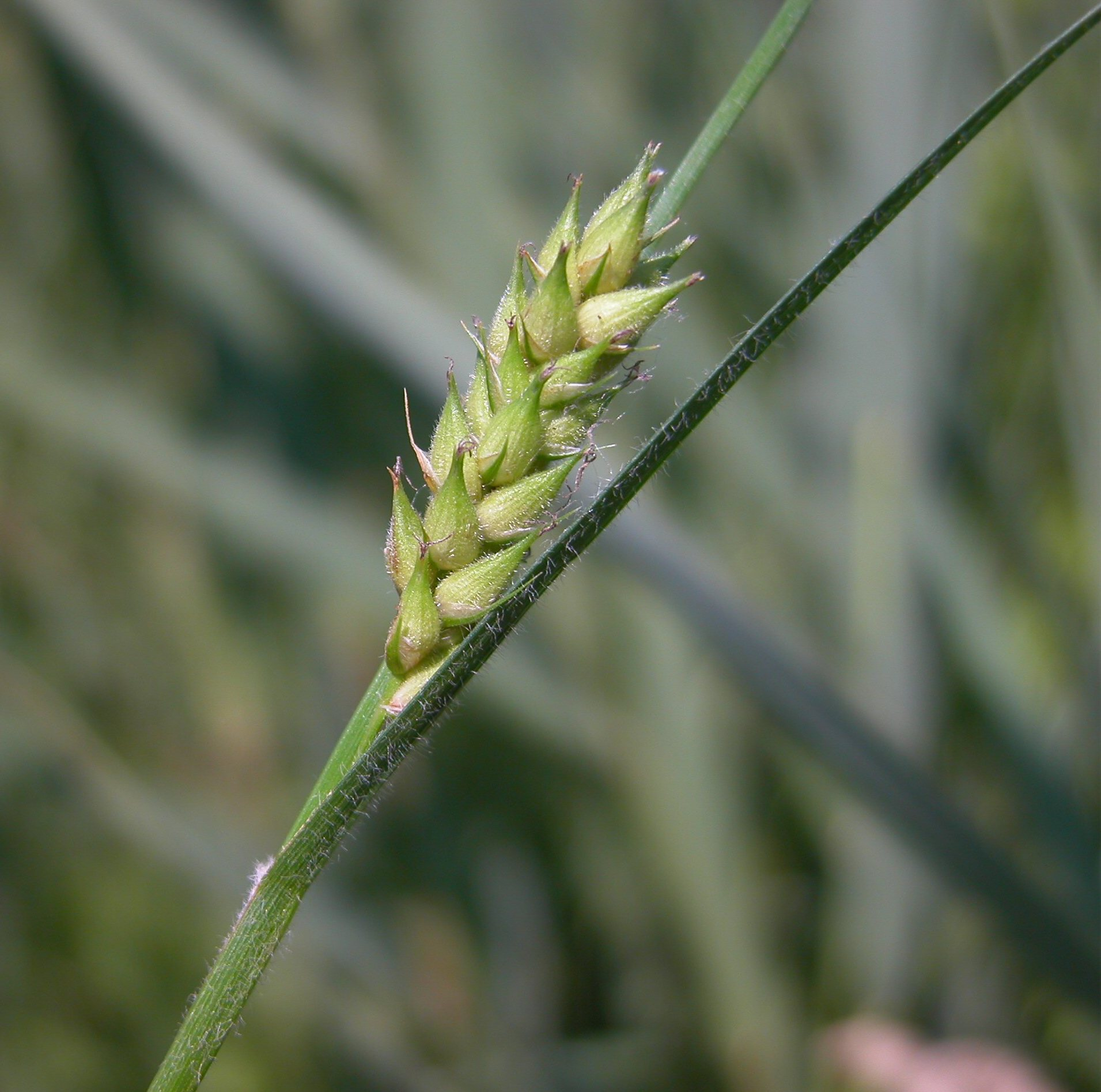
Kłos z owocami

## Biologia i ekologia
Bylina, geofit. Kwitnie od maja do lipca. Jest światłolubna, siedliskiem są widne lasy, łąki, pastwiska, miejsca piaszczyste, przydroża, nieużytki. Gatunek charakterystyczny dla rzędu (O.) Trifolio fragiferae-Agrostietalia stoloniferae i zespołu (Ass.) Agropyro-Rumicion crispi. Liczba chromosomów 2n = 112.

## Zmienność
Poza gatunkiem typowym w Polsce występuje podgatunek Carex hirta var. hirtiformis (Pers.) Kunth, wyróżniający się brakiem owłosienia (jedynie pęcherzyki są owłosione, ale też słabo) oraz dwie formy: 
- Carex hirta f. paludosa A.Winkler, występująca na brzegach wód, słabiej owłosiona od formy typowej, o szerokich i wiotkich liściach,
- Carex hirta f. subhirtiformis Kneucker, poza pęcherzykami słabo owłosiona[9].

Tworzy mieszańce z  turzycą dzióbkowatą, leśną, odległokłosą, ościstą i pęcherzykowatą.